# Graeme Torrilla
Graeme Lee Torrilla (sinh ngày 3 tháng 9 năm 1997) là một cầu thủ bóng đá người Gibraltar hiện đang thi đấu ở vị trí tiền vệ cho câu lạc bộ Lincoln Red Imps và Đội tuyển bóng đá quốc gia Gibraltar.

## Sự nghiệp thi đấu
Torrilla gia nhập Lincoln Red Imps vào tháng 1 năm 2020.

## Sự nghiệp thi đấu quốc tế
Torrilla ra mắt quốc tế cho Gibraltar vào ngày 5 tháng 9 năm 2020 trong 1 trận đấu thuộc khuôn khổ UEFA Nations League gặp San Marino. Anh ta ghi bàn thắng duy nhất đem về chiến thắng 1–0 trên sân nhà.

## Thống kê sự nghiệp

### Quốc tế
Tính đến 27 tháng 3 năm 2023
| Gibraltar | Gibraltar | Gibraltar |
| Năm       | Số trận   | Bàn thắng |
| --------- | --------- | --------- |
| 2020      | 5         | 1         |
| 2021      | 9         | 0         |
| 2022      | 10        | 0         |
| 2023      | 2         | 0         |
| Tổng cộng | 26        | 1         |

### Bàn thắng quốc tế
| #  | Thời gian          | Địa điểm                         | Đối thủ    | Ghi bàn | Kết quả | Giải đấu                    |
| -- | ------------------ | -------------------------------- | ---------- | ------- | ------- | --------------------------- |
| 1. | 5 tháng 9 năm 2020 | Sân vận động Victoria, Gibraltar | San Marino | 1–0     | 1–0     | UEFA Nations League 2020-21 |